# 斯特里納托峰

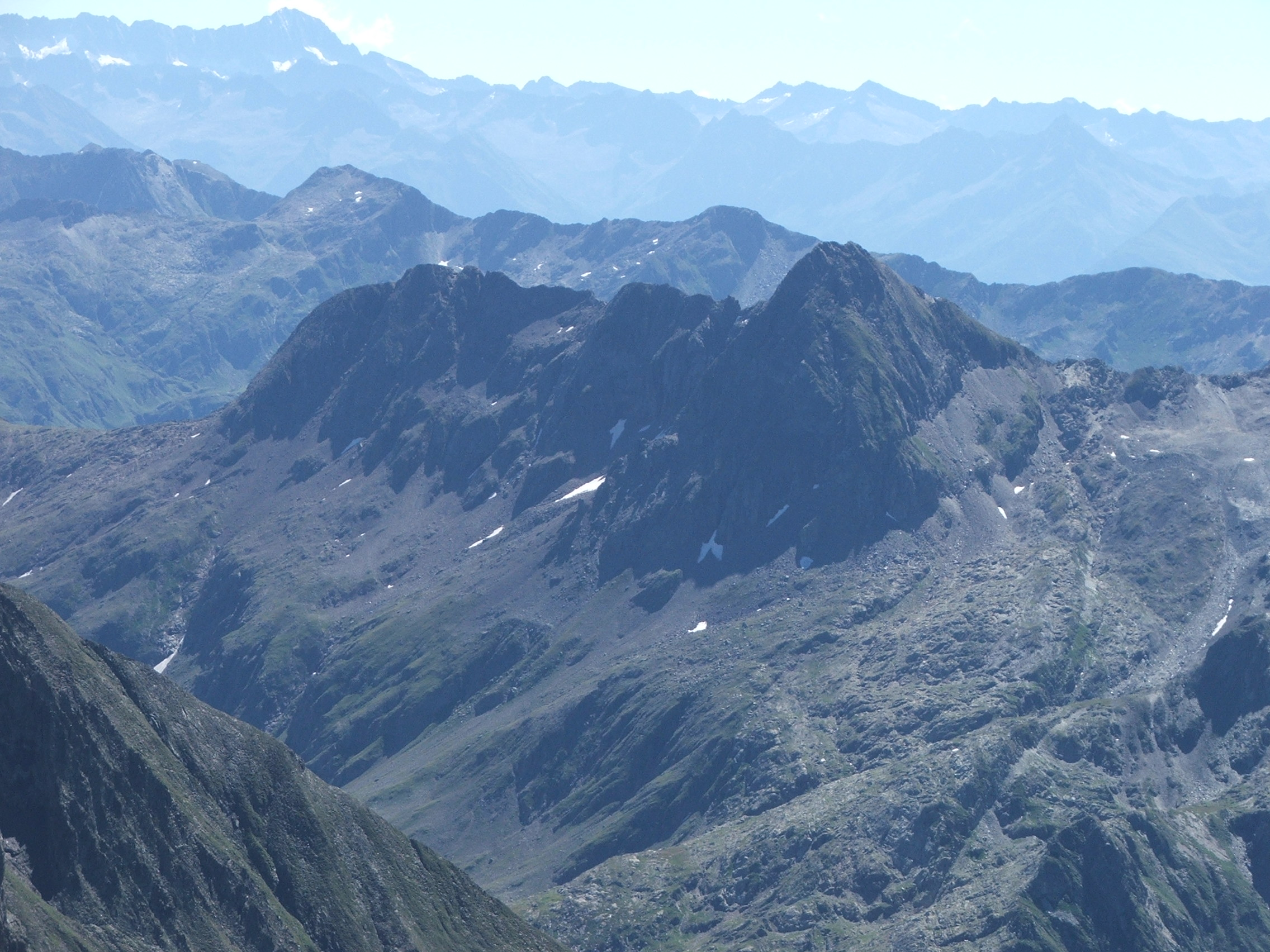

46°04′15″N 10°05′36″E / 46.07083°N 10.09333°E
斯特里納托峰（義大利語：Pizzo Strinato），是意大利的山峰，位於該國北部，由倫巴底大區負責管轄，屬於貝爾加莫阿爾卑斯山脈的一部分，該山峰海拔高度2,836米。